# Vermikompost

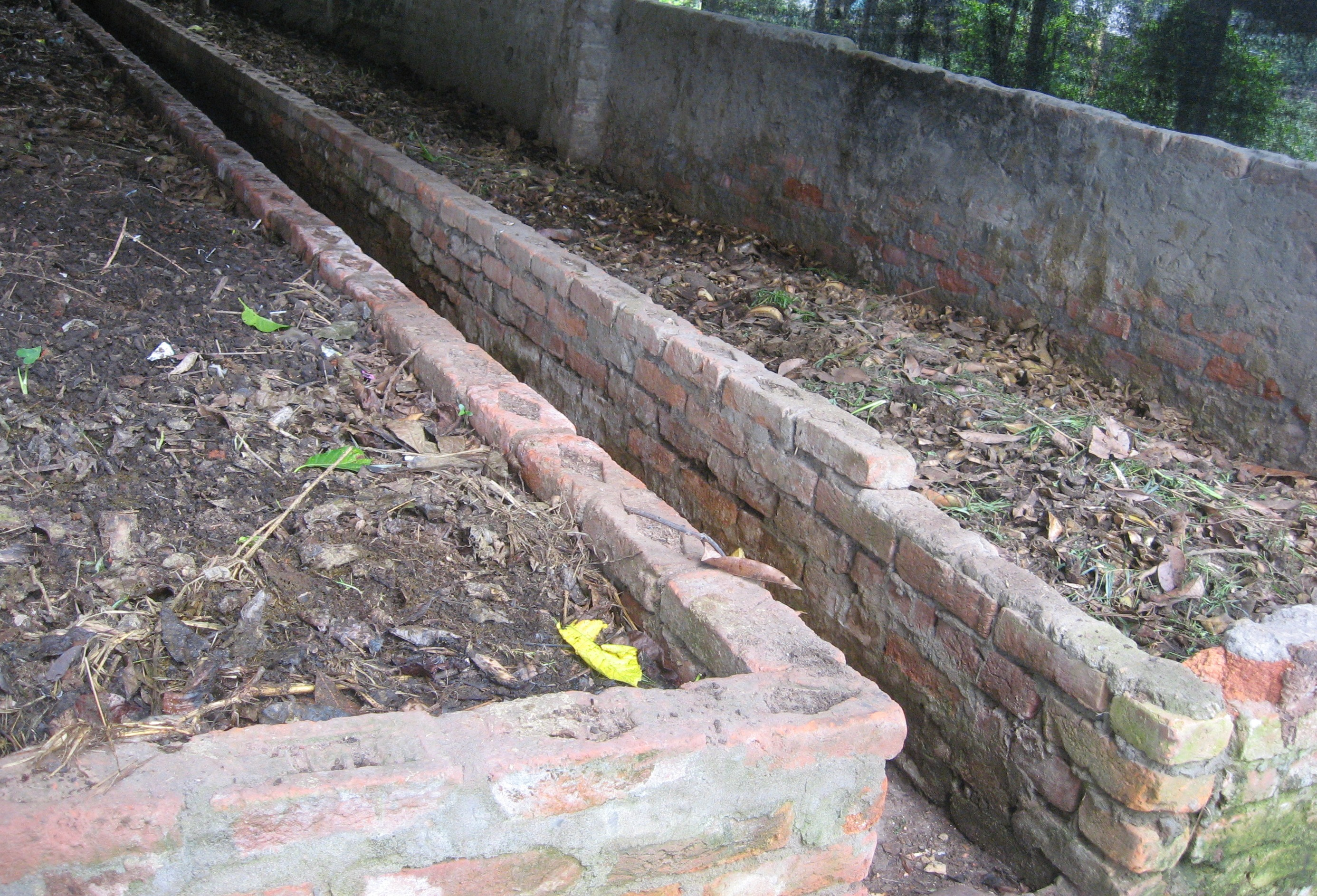
Vermikompost

Vermikompost je způsob rozkladu organického odpadu na použitelnou hmotu s využitím žížal. 

## Charakteristika
Vermikompostování je považováno za nejpokročilejší metodu kompostování. Nezahrnuje fázi rozkladu s vysokou teplotou hmoty. Zpracovaný kompost bez toxických příměsí je použitelný jako hnojivo.
Vermikompostování odstraňuje patogeny z kompostované hmoty. Uvádí se, že: „Vermikompost má ve srovnání s klasickým kompostem výrazně lepší vlastnosti. Je bohatý na živiny, ale také obsahuje vysoce kvalitní humus, růstové hormony, enzymy a látky, které jsou schopné chránit rostliny před škůdci a chorobami.“

## Druhy využívaných žížal
Chovy tzv. kalifornských žížal (Eisenia andrei) je třeba uchovávat ve stabilní teplotě od 10 do 30 °C.I přes zimu je v malých chovech kalifornských žížal třeba doplňovat potravu.
Vermikompost lze stejně vytvářet s běžným druhem žížala hnojní (Eisenia foetida). Přes zimu je třeba ve venkovních promrzajících nádobách vybrat žížaly a dát je přezimovat do kbelíku se zeminou (do sklepa), nebo vypustit do volné přírody. Rozeznávání obou druhů je obtížné, protože mezidruhové rozdíly mezi Eisenia andrei a Eisenia foetida jsou malé. Dochází často k záměně. Druh Eisenia foetida a Eisenia hortensis jsou běžné evropské druhy a lze je nasbírat.
Žížala Lumbricus rubellus, je rovněž použitelná, ale stejně nevhodná pro mělké komposty (přezimování) jako evropské druhy.

## Domácí vermikompostér
Domácí vermikompostér je několikapatrová nádoba určená ke kompostování domácího organického odpadu pomocí žížal. Nejčastěji se využívají kalifornské žížaly pro 2× vyšší apetit než obvyklé žížaly v Česku. 500 g kalifornských žížal by mělo zpracovat 250 g bioodpadu.
Ve vermikompostéru je potřeba udržet stabilní vlhké klima (okolo 20 °C). Proto se nejčastěji umisťuje do bytu, zaskleného balkónu, bytové kóje či sklepa.
Nádoba se skládá z jímky na tzv. žížalí čaj a několika vzájemně prostupnými patry nad jímkou, kde se z bioodpadu stává kompost. Vermikompostér je pak uzavřen víkem s otvory, kudy může do nádob proudit vzduch. Ač ve vermikompostéru probíhá rozklad bioodpadu, standardní vermikompostér vůbec nezapáchá. Jediný problém mohou představovat octomilky. V případě jejich rozšíření stačí přikrýt bioodpad ve vermikompostéru netkanou sítí a jejich výskytu se tak zamezí.
Žížalám je třeba zajistit dostatečný a pravidelný přísun potravy – organického odpadu. Vermikompostér je vcelku jednoduché zařízení, existují různé „udělej si sám“ návody na jeho výrobu, nebo si ho lze rovnou zakoupit.

## Žížalí čaj a vermikompost
Zahraniční zdroje používají jiné pojmenování než v Česku. Tekutině na dně jímky říkají „worm leachate“ a hlíně v patrech říkají „castings“, přičemž právě po zpracování tzv. „castings“ se vytvoří „worm tea“ – tedy žížalí čaj. Tedy tekutina na dně jímky není žížalí čaj.
Nicméně pro hnojení rostlin lze použít oba materiály.

### Porovnání
- 'Vermikompost, také nazývaný žížalí hnůj, je organické hnojivo vyrobené z kompostu, který prošel trávicím traktem žížal. Má následující vlastnosti:

- - Je bohatý na živiny (Obsahuje dusík, fosfor, draslík a další živiny nezbytné pro růst rostlin.)
  - Zlepšuje strukturu půdy a zadržování vody v půdě
  - 'Podporuje mikrobiální aktivitu (Stimuluje růst prospěšných mikroorganismů v půdě, které jsou důležité pro zdraví růst rostlin.)
- Zvyšuje odolnost rostlin (Pomáhá rostlinám odolávat stresu a chorobám.)
- Žížalí čaj je tekuté hnojivo vyrobené z výluhu vermikompostu. Jeho vlastnosti jsou:
  - Rychlý příjem živin (Rostliny absorbují živiny z žížalího čaje rychleji než z vermikompostu)
  - Stimuluje růst
  - Zvyšuje odolnost (Posiluje obranyschopnost rostlin vůči škůdcům a chorobám
  - je vhodný téměř pro všechny rostliny včetně zeleniny, ovoce, květin a stromů.

Vermikompost se hodí pro dlouhodobé zlepšování půdy, zatímco žížalí čaj je ideální pro rychlé dodání živin a stimulaci růstu rostlin.